# Elezioni parlamentari in Thailandia del 2011
Le elezioni parlamentari in Thailandia del 2011 si tennero il 3 luglio.

## Risultati
| Liste                     | Voti       | %     | Seggi |
| ------------------------- | ---------- | ----- | ----- |
| Pheu Thai                 | 15.752.470 | 48,41 | 265   |
| Partito Democratico       | 11.435.640 | 35,15 | 159   |
| Bhumjaithai               | 1.281.652  | 3,94  | 34    |
| Chartthai                 | 906.656    | 2,79  | 19    |
| Rak Prathet Thai          | 998.603    | 3,07  | 4     |
| Chart Pattana Puea Pandin | 495.762    | 1,52  | 7     |
| Rak Santi                 | 284.100    | 0,87  | 1     |
| Matubhum                  | 251.674    | 0,77  | 2     |
| Phalang Chon              | 178.042    | 0,55  | 7     |
| Mahachon                  | 133.752    | 0,41  | 1     |
| Nuova Democrazia          | 125.753    | 0,39  | 1     |
| Altri                     | 691.058    | 2,13  | -     |
| Totale                    | 32.220.208 |       | 500   |